# Hans Diplich

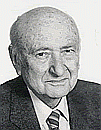
Hans Diplich

Hans Diplich (* 23. Februar 1909 in Nagykomlós (deutsch Groß-Komlosch), Königreich Ungarn, Österreich-Ungarn; † 2. Juli 1990 in Ravensburg) war ein deutscher NS-Amtswalter im Königreich Jugoslawien und nach dem Ende des Zweiten Weltkriegs Vertriebenenfunktionär in Deutschland.

## Leben
Hans Diplich war der Sohn des Stefan Diplich und dessen Ehefrau Franziska (geborene Dippold). Er besuchte die Grundschule in seinem Heimatort. Nach seinem Abitur 1927 am Realgymnasium in Timișoara studierte Diplich Philosophie, Rumänistik, Germanistik in Bukarest, Leipzig und Münster. Sein Staatsexamen legte er in Bukarest ab. Er lehrte von 1933 bis 1941 an der Bildungseinrichtung Banatia in Timișoara und war von 1941 bis 1944 Schulleiter des Gymnasiums in Bela Crkva (deutsch Weißkirchen).
Während dieser Zeit war er beim Kulturamt der „Deutschen Volksgruppe im Banat und Serbien“ in Zrenjanin tätig. Der NS-Amtswalter war 1943 Herausgeber der Reden des Volksgruppenführers Josef Janko. In der Buchreihe der Deutschen Volksgruppe gab er auch seine eigenen Reden heraus. Zum Ende des Zweiten Weltkriegs floh er im Rahmen der Evakuierung der Deutschen Volksgruppe aus dem Banat 1944 vor der anrückenden Roten Armee nach Westdeutschland. Hier war er ab 1949 als Geschäftsführer der Landsmannschaft der Banater Schwaben tätig, wo er auch die Banater Post redigierte.
Er war Begründer der Reihe Banater Blätter in Timișoara und zudem Redakteur der Südostdeutschen Vierteljahresblätter in München. Hier veröffentlichte er noch 1986 eine lobende Würdigung zu Jankos 80. Geburtstag. Die Historikerin Mariana Hausleitner nennt Diplich und andere „Behinderer einer kritischen Aufarbeitung der Kriegsjahre“.
Diplich erhielt 1984 als erster Preisträger den von Hans Weresch initiierten und damals mit 3000 DM dotierten Adam-Müller-Guttenbrunn-Preis.

## Das Wappen der Landsmannschaft der Donauschwaben

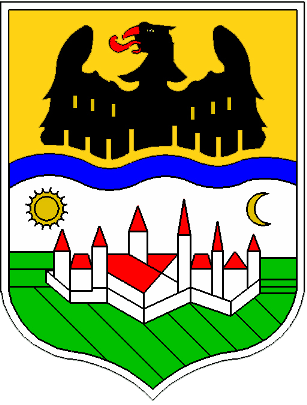
Wappen der Landsmannschaft der Donauschwaben

1950 gestaltete Hans Diplich das Wappen der Landsmannschaft der Donauschwaben. Ein rot bewehrter aufsteigender schwarzer Adler auf goldenem Grund, geteilt durch einen blauen Wellenbalken. In der unteren Hälfte befindet sich auf grünem Ackerboden eine sechstürmige weiße Vauban-Festung mit einer Ringmauer und rot bedachten Gebäuden. Links im Wappen ist die strahlende Sonne, rechts der abnehmende Mond zu sehen.
Der Adler symbolisiert die Schirmherrschaft der Kaiser von Österreich. Der blaue Balken steht für die Donau als Schicksalsstrom, auf dem einst die Ahnen in den Schwabenzügen mit Ulmer Schachteln und Kelheimer Plätten in ihre neue Heimat stromabwärts fuhren. Die aufgehende strahlende Sonne symbolisiert den wieder erstarkenden Einfluss des Christentums, der abnehmende Mond (☾) als weltliches Symbol des Islams den schwindenden Einfluss des Osmanischen Reiches. Die Gebäude stellen die Festung Temeswar inmitten fruchtbaren Ackerlandes dar, mit der Burg als Symbol für die kaiserlichen Wehranlagen und die Militärgrenze zum Schutz gegen das Osmanische Reich. Die sechs Türme der Festung stehen für die sechs Hauptsiedlungsgebiete der Donauschwaben:
- Südwestliches ungarisches Mittelgebirge
- Schwäbische Türkei
- Slawonien-Syrmien
- Batschka
- Banat
- Sathmar

Diplich nutzte bei der Gestaltung die deutschen Nationalfarben Schwarz-Rot-Gold und die donauschwäbischen Stammesfarben Weiß-Grün. Weiß steht dabei als Symbol der friedlichen Gesinnung der Donauschwaben, Grün als Farbe der Hoffnung für das Neuland, das sich zur Kornkammer entwickelt hat.

## Veröffentlichungen
- Volksgruppenführer Josef Janko. Reden und Aufsätze. (= Buchreihe der deutschen Volksgruppe im Banat und in Serbien; Folge 2) Druckerei der Volksgruppenführung, Betschkerek 1943 bzw. Ladislaus Frank, Belgrad 1943.
- Rumänische Lieder. Timișoara, 1940.
- Wir Donauschwaben(Heimat im Herzen). Akademischer Gemeinschaftsverlag, 1950.
- Aus donauschwäbischem Erbe. Betrachtungen und Bemerkungen. Verlag Christ unterwegs, München 1951.
- Mit Hans Wolfram Hockl u. a.: Heimat im Herzen. Wir Donauschwaben. Wir Balten. Wir Pommern. Wir von der Weichsel und Warthe. Wir Siebenbürger. Wir Schlesier. Wir Ostpreußen. Wir Sudetendeutschen. Akademischer Gemeinschaftsverlag, Salzburg-München 1952.
- Das Banat – die Porta Orientalis dreimal zerstört. Beitrag zur Geschichte der Tschanad-Temeschwarer Diözese 1030-1950.,Verlag Christ unterwegs, München 1952.
- Rumänische Lieder. Nachdichtungen. Südostdeutsches Kulturwerk, München 1953.
- Konrad Mischung. Ein Vermächtnis in Briefen. Donauschwäbische Verlagsanstalt, Salzburg 1954.
- Rumänisch-deutsche Kulturbeziehungen im Banat und rumänische Volkslieder. Biblioteca română, Freiburg 1960.
- Am Prinz-Eugen-Brunnen. Auswahl donauschwäbischer Sagen und Legenden. Südostdeutsches Kulturwerk, München 1964.
- Die Domkirche in Temeswar. Ein Beitrag zu ihrer Baugeschichte. Südostdeutsches Kulturwerk, München 1972.
- Rumänische Lieder. Nachdichtungen, Erster Teil. Südostdeutsches Kulturwerk, München 1973.
- Beiträge zur Kulturgeschichte der Donauschwaben. Editura Ermer KG, Homburg/Saar 1975.
- Das Bauopfer als dichterisches Motiv in Südosteuropa. Südostdeutsches Kulturwerk, München 1976.
- Bei den Nachbarn. Nachdichtungen rumänischer Lyrik aus hundert Jahren. Ermer, Homburg 1978.
- Zur fälligen Stunde. Angewandte Gedichte. Bläschke, St. Michael 1982.
- Mit Christof Deffert: Das staatliche deutsche Realgymnasium zu Temeswar und die deutsche Mittelschule Nr. 2 Nikolaus Lenau. Bläschke, St. Michael 1982.
- Hoch am Himmel steht ein Falke / Liebeslieder übertragen aus dem Serbokroatischen. (împreună cu Franz Hutterer), Südostdeutsches Kulturwerk, München 1986.
- Josef Janko zum 80. Geburtstag. Südostdeutsche Vierteljahresblätter 1/1986, S. 66.
- Schwester Patricia B. Zimmermann. Eine Monographie. Vogt, Wangen 1989 und Helicon 1999.
- Werk und Wirkung. Landsmannschaft der Banater Schwaben, München 1994.